# Backbord und Steuerbord

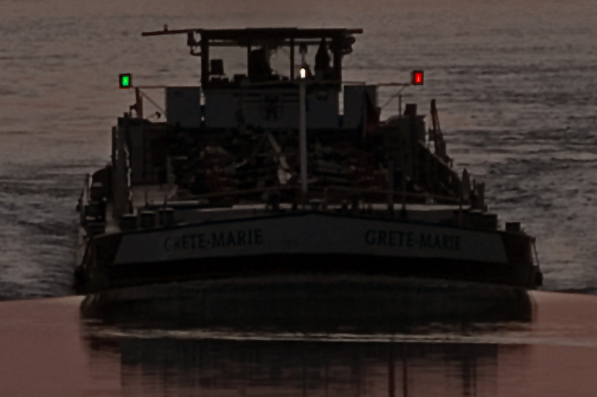
Entgegenkommendes Motorschiff mit drei Positionslichtern: Steuerbord grün, Backbord rot, Topplicht weiß

Backbord (Abkürzung: Bb) bezeichnet, vom Heck zum Bug gesehen, die linke Seite eines Wasserfahrzeugs. Die rechte Seite wird mit Steuerbord (Abkürzung: Stb) bezeichnet. Auch für die Bezeichnung der räumlichen Lage von allem, was sich innerhalb und außerhalb des Fahrzeuges auf der jeweiligen Seite befindet, wird Backbord beziehungsweise Steuerbord verwendet.

## Herkunft und Bedeutung

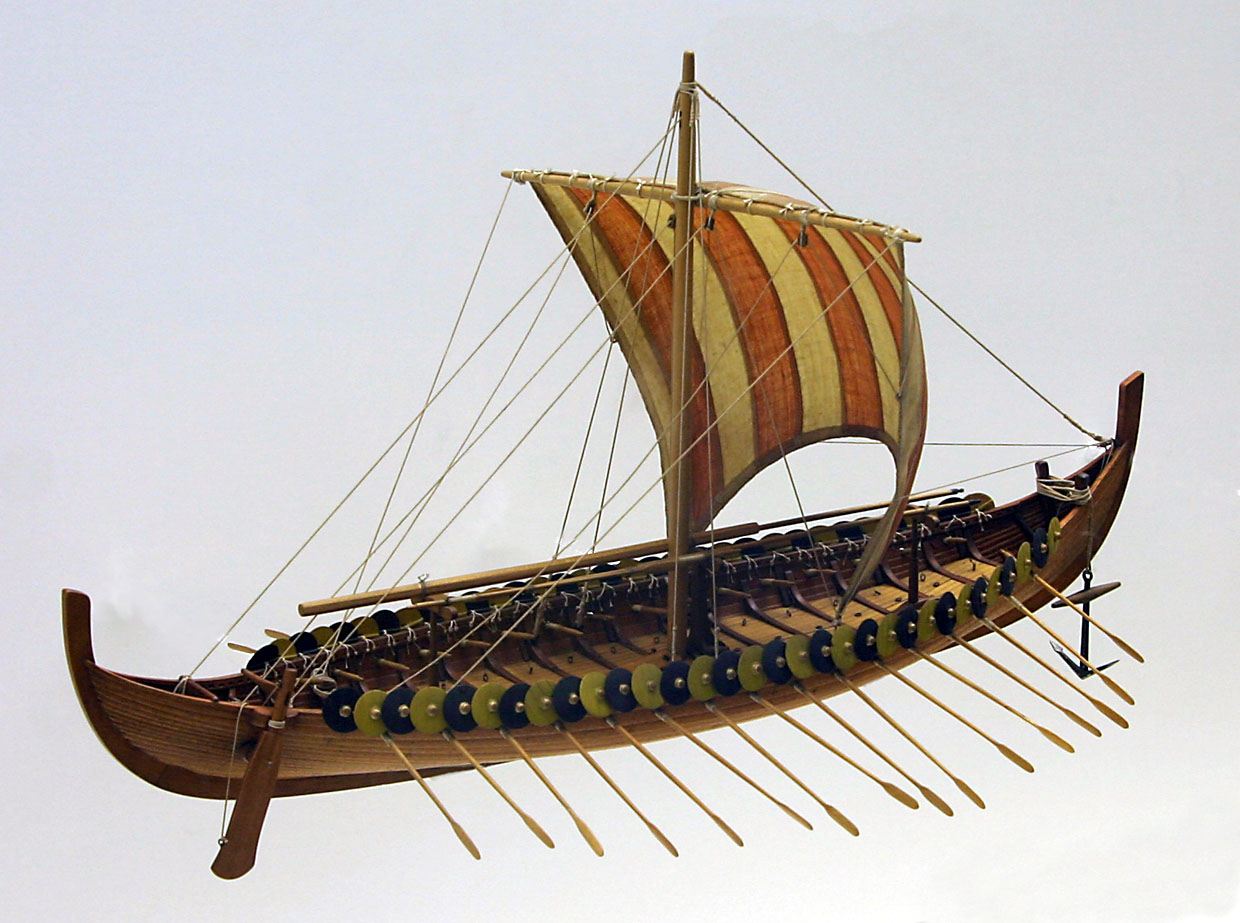
Modell des Gokstad-Schiffes, das Steuerruder an der rechten Seite des Hecks, also an Steuerbord

Die Steuerbordseite bekam ihren Namen, weil das Steuer ursprünglich nicht mittig, sondern rechts im Schiff saß. Beispielsweise war auf Wikingerschiffen das Steuerruder an der hinteren rechten Bordwand festgebunden. Etymologische Wörterbücher führen den Begriff Backbord auf Rückseite zurück, denn der Steuermann kehrte zur Bedienung des Steuerruders der linken Schiffsseite den Rücken (engl. back, mnd. bak) zu.
In der deutschen Handelsmarine wurden die Kommandos Backbord und Steuerbord 1903 nach längerem Streit durch eine kaiserliche Anordnung verbindlich eingeführt. Die Regelung zum Ruderkommando gilt seit dem 1. April 1905.

## Verwendung in der Schifffahrt
Die eindeutige Bezeichnung von Richtungen – unabhängig vom Standort des Beobachters – ist in der Schifffahrt zwingend erforderlich. Nur so sind Kommandos unmissverständlich.

### Einrichtungen an Bord
Einrichtungen an Bord sind oft paarweise ausgeführt und können durch die Bezeichnung ihrer Lage an Backbord oder Steuerbord unterschieden werden. Beispielsweise die Backbord-Want und die Steuerbord-Want, oder die Backbord-Winsch und die Steuerbord-Winsch.
Man spricht auch von „Anliegen an Steuerbord“, wobei dann Fender und Festmacherleinen an Steuerbord vorbereitet werden.

### Objekte im Umfeld
Die Lage von geografischen Objekten kann mit an Backbord oder an Steuerbord beschrieben werden, beispielsweise Ufer, Inseln, Felsen, Untiefen oder Hafenanlagen. Auch andere Schiffe können so bezeichnet werden oder noch genauer mit zusätzlichem „achteraus“ oder „Voraus“ oder „Querab“ oder mit „auf vier Uhr“ für „etwas achterlicher als Querab“, oder mit dem Schiffstyp (Tanker, Segelschiff) oder mit seiner Farbe oder Flagge.

### Drehrichtungen
Ungefähre Anweisungen für den Steuermann auf Motorschiffen werden oft mit „etwas Backbord“ oder „Steuerbord“ beschrieben, oft ergänzt mit einer Gradzahl für die Größe der Kursänderung „10 Grad Backbord“. Auf Segelschiffen richtet man sich hingegen nach dem Wind und spricht von „10 Grad Anluven“ (nach Luv drehen) oder „10 Grad Abfallen“ (nach Lee drehen). Der Notruf „Mann über Bord - an Backbord“ bestimmt in welche Richtung Ausguck („Wahrschau“) zu halten ist und wie das Schiff sofort abgedreht werden muss, damit das Opfer nicht in die Schraube kommt.

### Positionslichter und Vorfahrtsregeln
Um die Fahrtrichtung anderer Schiffe auch nachts zu erkennen, sind Schiffe mit Positionslichtern gekennzeichnet. Das Backbord-Positionslicht leuchtet rot, das an Steuerbord grün. Zusätzlich befindet sich am Heck des Schiffes ein weißes Licht. Von vorne sieht man bei einem anderen Schiff Rot und Grün gleichzeitig, von hinten Weiß. Wasserfahrzeuge unter Maschinenantrieb führen zusätzlich zwei weiße Topplichter, die den Bereich der Seitenlichter überstrahlen. Beim Ausweichen nach den Kollisionsverhütungsregeln sieht das kurshaltepflichtige Fahrzeug das grüne (dessen Steuerbordseite), das ausweichpflichtige das rote Positionslicht (dessen Backbordseite). Überlappen sich die Abstrahlbereiche nach vorne, müssen beide Fahrzeuge nach Steuerbord ausweichen, wenn es sich um Motorboote handelt. Ist eines von beiden ein Segelboot, weicht das Motorboot aus. Sind beide Boote unter Segel gilt die Regel „Backbordbug vor Steuerbordbug“.

### Seite eines Fahrwassers

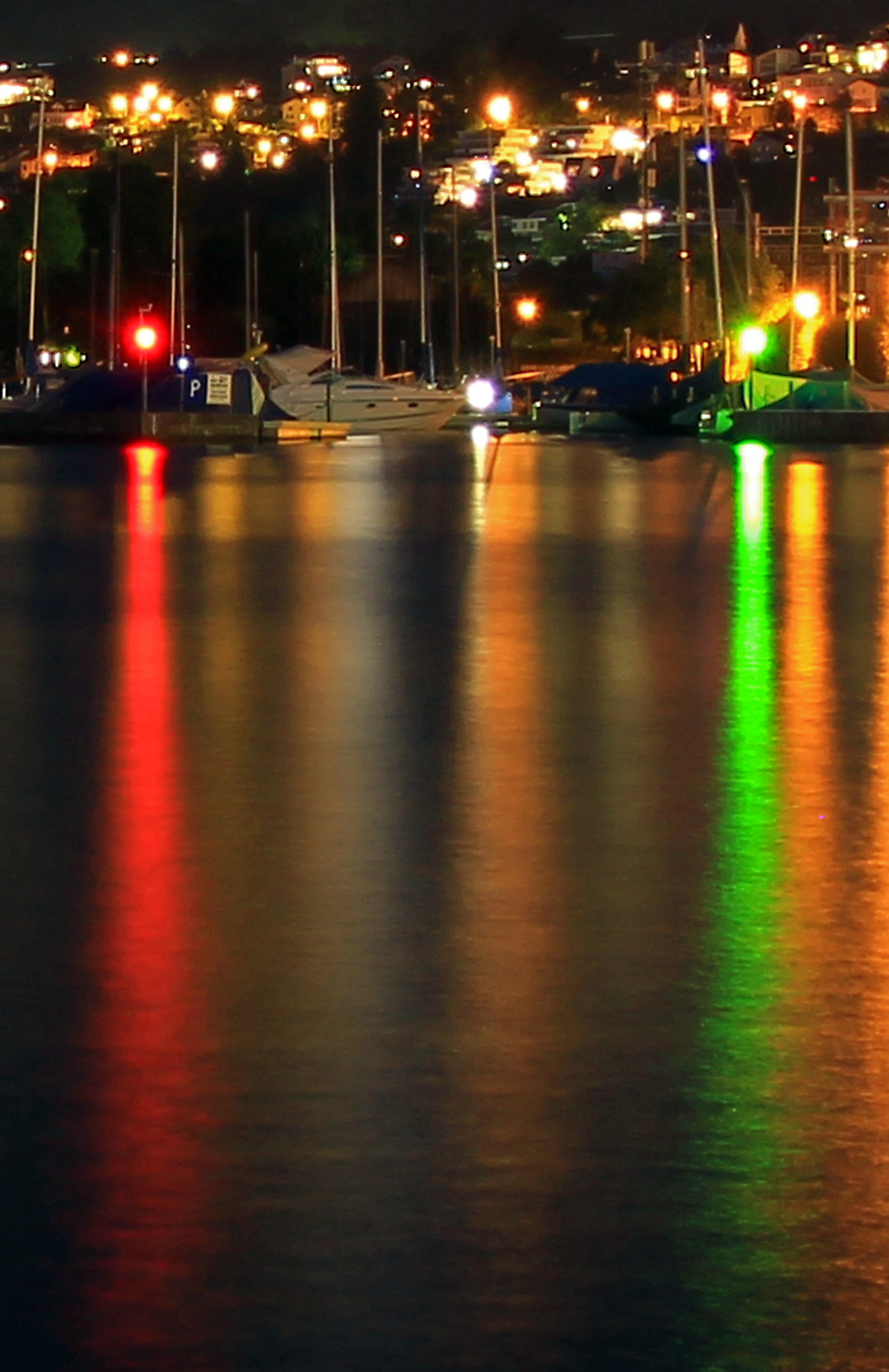
Die rot-grüne Hafenbefeuerung stimmt beim Einlaufen mit den Positionslichtern an Bord überein

Wenn ein Schiff von See aus in ein Fahrwasser einfährt, dann befindet sich die Backbordseite des Schiffes auch auf der Backbordseite des Fahrwassers. Die Steuerbordseite des Schiffes ist entsprechend auf der Steuerbordseite des Fahrwassers.
Wenn hingegen das Schiff sich im Fahrwasser befindet und in Richtung See fährt, ist die Bezeichnung der Fahrwasserseiten genau umgekehrt.
Anders sind auch die Betonnung des Fahrwassers: Je nach Region (siehe Hauptartikel: Lateralsystem) ist das Fahrwasser mit roten (IALA-A) oder grünen (IALA-B) Tonnen gekennzeichnet, die als Toppzeichen einen Zylinder oder Kegel führen. Backbordtonnen sind mit geraden Zahlen nummeriert, während Steuerbordtonnen mit ungeraden Zahlen nummeriert sind. Die Tonnenform ist jedoch in beiden Systemen gleich: spitz auf der Steuerbordseite, stumpf auf der Backbordseite des Fahrwassers.

## Merkhilfen

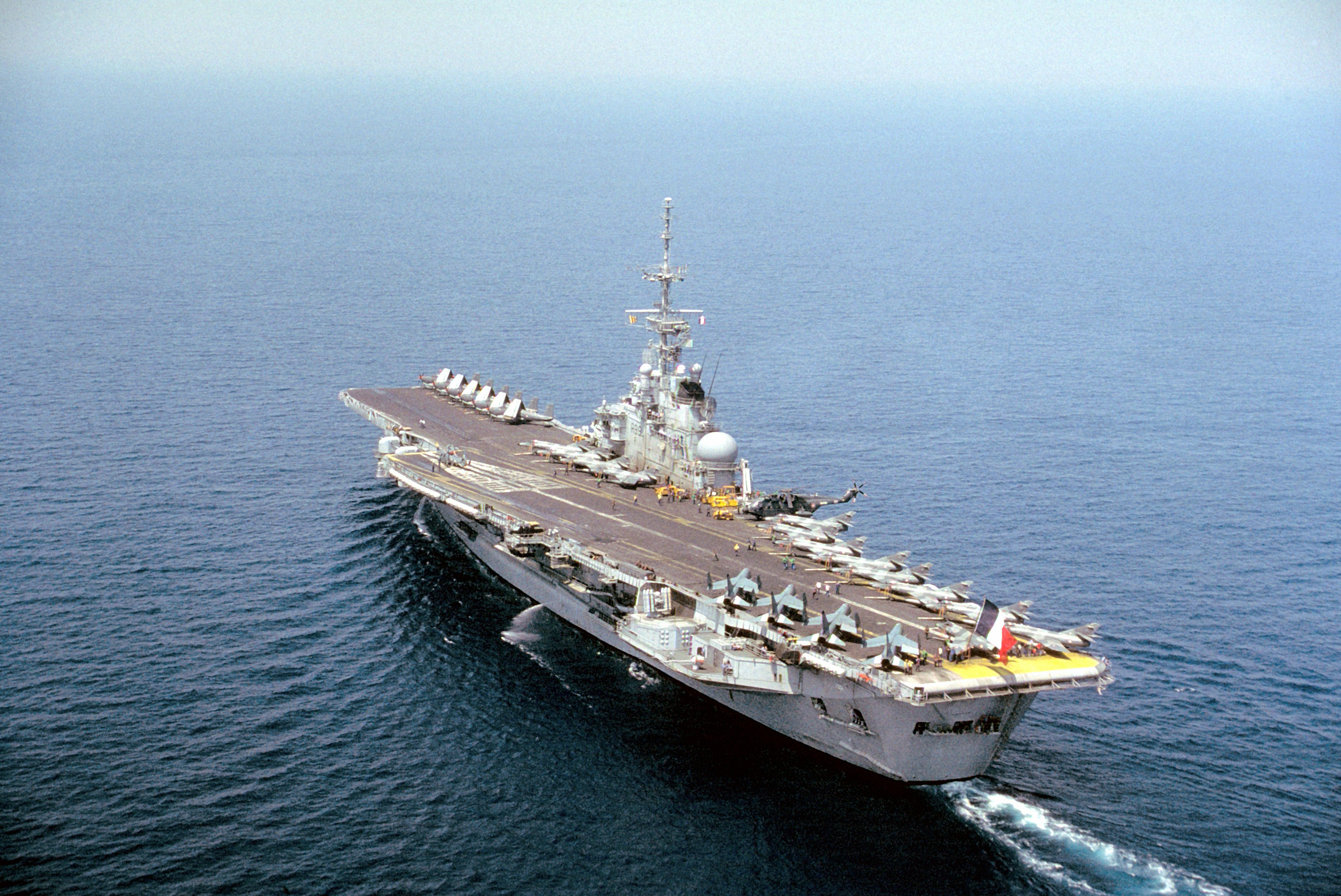
Man kann sich auch das Bild eines Flugzeugträgers verinnerlichen. Das Steuerhaus befindet sich immer rechts, auf der Steuerbordseite.

Die einfachste Merkhilfe ist, dass das erste r in Steuerbord für rechts steht.
Als anekdotische Eselsbrücke wurde häufig – heute eher scherzhaft – mit einer Ohrfeige beziehungsweise einer Backpfeife gedroht, falls der Matrose Backbord und Steuerbord verwechselt: Dann läuft die linke Backe rot an (vorausgesetzt, der züchtigende Ausbilder ist Rechtshänder).
Eine andere Merkhilfe ist die alphabetische Reihenfolge, diese ergibt bei Backbord und Steuerbord dieselbe Seitenfolge wie bei links und rechts. Da im Deutschen auch von links nach rechts geschrieben wird, kann man so nicht nur Backbord und Steuerbord, sondern auch links und rechts richtig zuordnen.
Ein weiterer, möglicherweise hilfreicher Spruch lautet: Steuern zahlt man von Rechts wegen.
Des Weiteren gibt es auf Computertastaturen eine Steuerungstaste „Strg“. Sie steht für (fiktiv) Steuerbord – Rechts – Grün. Damit kann man sich also auch die Farbe des Positionslichts merken.